# Johann Kies

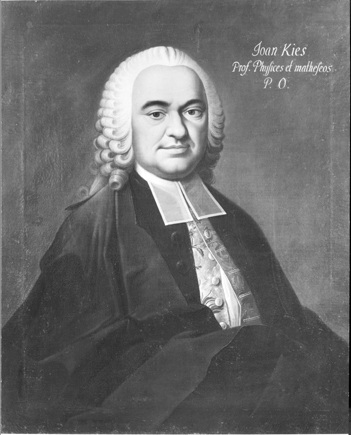
Johannes Kies

Johann Kies (* 14. September 1713 in Tübingen; † 29. Juli 1781 ebenda) war ein deutscher Astronom.

## Leben und Werk
Kies wurde im Evangelischen Stift in Tübingen erzogen und studierte ab 1730 Mathematik und Theologie. Nachdem er an verschiedenen schwäbischen Pfarreien als Vikar tätig gewesen war, trat er in den Dienst des Fürsten Czartoryski in Warschau ein.
Auf Empfehlung von Leonhard Euler wurde Kies am 22. November 1742 an der Königlich Preußische Sozietät der Wissenschaften angestellt. Dort war er als Professor für Mathematik und Physik sowie 1743 als Astronom der Akademie beziehungsweise der Berliner Sternwarte berufen; am 13. Februar 1744 wurde er ordentliches Mitglied der Akademie. Während er in Berlin das Amt des Observators innehatte, kam Jérôme Lalande hinzu, der die Sternwarte ab 1752 leitete; 1750 bestimmte dieser gemeinsam mit Nicolas Louis de Lacaille, der sich am Kap der Guten Hoffnung aufhielt, durch synchrone Beobachtungen des Mars einen genaueren Wert für die Sonnenparallaxe.
Am 20. September 1754 wurde Kies vom ordentlichen zum auswärtigen Akademiemitglied ernannt und kehrte nach Tübingen zurück. Dort übernahm er das Amt eines Professors für Mathematik am Collegium illustre sowie das eines Bibliothekars in der Universitätsbibliothek; 1760, 1766/67 und 1775 war er Rektor der Universität. 1760 wurde er Ehrenmitglied der Kaiserlichen Russischen Akademie der Wissenschaften in St. Petersburg.
Ein noch im 18. Jahrhundert entstandenes Porträt hängt in der Tübinger Professorengalerie.
Johann Kies zu Ehren trägt der Mondkrater Kies seinen Namen.